# Liste der Kulturdenkmale in Waldbärenburg
Die Liste der Kulturdenkmale in Waldbärenburg enthält die Kulturdenkmale im Altenberger Ortsteil Waldbärenburg. Die Anmerkungen sind zu beachten.
Diese Liste ist eine Teilliste der Liste der Kulturdenkmale in Altenberg. 

Diese Liste ist eine Teilliste der Liste der Kulturdenkmale in Sachsen.

## Legende
- Bild: Bild des Kulturdenkmals, ggf. zusätzlich mit einem Link zu weiteren Fotos des Kulturdenkmals im Medienarchiv Wikimedia Commons. Wenn man auf das Kamerasymbol klickt, können Fotos zu Kulturdenkmalen aus dieser Liste hochgeladen werden:
- Bezeichnung: Denkmalgeschützte Objekte und ggf. Bauwerksname des Kulturdenkmals
- Lage: Straßenname und Hausnummer oder Flurstücknummer des Kulturdenkmals. Die Grundsortierung der Liste erfolgt nach dieser Adresse. Der Link (Karte) führt zu verschiedenen Kartendiensten mit der Position des Kulturdenkmals. Fehlt dieser Link, wurden die Koordinaten noch nicht eingetragen. Sind diese bekannt, können sie über ein Tool mit einer Kartenansicht einfach nachgetragen werden. In dieser Kartenansicht sind Kulturdenkmale ohne Koordinaten mit einem roten bzw. orangen Marker dargestellt und können durch Verschieben auf die richtige Position in der Karte mit Koordinaten versehen werden. Kulturdenkmale ohne Bild sind an einem blauen bzw. roten Marker erkennbar.
- Datierung: Baubeginn, Fertigstellung, Datum der Erstnennung oder grobe zeitliche Einordnung entsprechend des Eintrags in der sächsischen Denkmaldatenbank
- Beschreibung: Kurzcharakteristik des Kulturdenkmals entsprechend des Eintrags in der sächsischen Denkmaldatenbank, ggf. ergänzt durch die dort nur selten veröffentlichten Erfassungstexte oder zusätzliche Informationen
- ID: Vom Landesamt für Denkmalpflege Sachsen vergebene, das Kulturdenkmal eindeutig identifizierende Objekt-Nummer. Der Link führt zum PDF-Denkmaldokument des Landesamtes für Denkmalpflege Sachsen. Bei ehemaligen Kulturdenkmalen können die Objektnummern unbekannt sein und deshalb fehlen bzw. die Links von aus der Datenbank entfernten Objektnummern ins Leere führen. Ein ggf. vorhandenes Icon  führt zu den Angaben des Kulturdenkmals bei Wikidata.

## Waldbärenburg
| Bild                                    | Bezeichnung        | Lage                        | Datierung | Beschreibung | ID       |
| --------------------------------------- | ------------------ | --------------------------- | --------- | --- | -------- |
|                                         | Wohnhaus           | Alte Hauptstraße 2 (Karte)  | nach 1900 | bau- und lokalgeschichtliche Bedeutung. | 09303400 |
| Direkt Bild zu diesem Denkmal hochladen | Wohnhaus (Pension) | Alte Hauptstraße 3 (Karte)  | nach 1900 | bau- und tourismusgeschichtlich von Interesse. Erdgeschoss Natursteinmauerwerk, Obergeschoss verputzt oder verbrettert, Loggia mit hölzernen Balustraden, drei große Dachhäuser mit Loggien und hölzernen Brüstungen, Kupfer-Walmdach, symmetrisch angelegter Bau mit Anklängen an Schweizerstil | 09277864 |
| Direkt Bild zu diesem Denkmal hochladen | Wohnhaus (Pension) | Alte Hauptstraße 7 (Karte)  | nach 1900 | bau- und tourismusgeschichtlich von Interesse. zweigeschossiger Bau, Erdgeschoss Polygonalmauerwerk, Doppelfenster, Schlagläden, Obergeschoss verputzt, Sandsteingewände, hölzerne verglaste Balkons, Drempelzone verbrettert, Dachüberstand, Krüppelwalmdach, quadratischer Dachreiter mit Helm, verschiefert, vorkragendes Dachhaus, mit Dachreiter, Einflüsse von Schweizer- und Heimatstil, heterogen in Grund- und Aufriss sowie Materialverwendung, straßenbildprägend. | 09277862 |
| Direkt Bild zu diesem Denkmal hochladen | Wohnhaus (Pension) | Alte Hauptstraße 10 (Karte) | nach 1900 | im Schweizerstil, bau- und tourismusgeschichtlich relevant. Erdgeschoss Polygonalmauerwerk, beide Obergeschoss verputzt, Sandsteingewände, originale Sprossung, farbige Verglasung, Schlagläden, Holzbalkons mit aufwändigem Zierwerk, an Giebelseite kleiner Erker, Drempelzone und Giebel verbrettert, Dachüberstand, Krüppelwalmdach, Schleppgaupe. | 09277863 |